# Memecylon kratense
Memecylon kratense är en tvåhjärtbladig växtart som beskrevs av William Grant Craib. Memecylon kratense ingår i släktet Memecylon och familjen Melastomataceae. Inga underarter finns listade i Catalogue of Life.